# Pierre de Treigny
Pierre de Treigny, né à Treigny et mort en 1356, est un prélat français, évêque de Senlis au XIVe siècle. 

## Biographie
Pierre est dominicain au couvent d'Auxerre et confesseur du roi. Il est évêque de Senlis en 1351-1356. Pierre de Treigny promulgue des règlements pour les écoles de Senlis. Se réservant la nomination du maître des écoles de garçons, il abandonne au sous-chantre l'institution des maîtresses de toutes les écoles de filles.

## Source
- E. Dhomme, A. Vattier, Société d'histoire et d'archéologie de Senlis, Recherches chronologiques sur les évêques de Senlis, Senlis, 1866.